# Hjalmar Gans
Hjalmar Gans, född 1869 i Malmö, död 1957, var en svensk teckningslärare och konstnär.
Han var son till grosshandlaren Levy Herman Gans och Laura Mellander. Efter avslutad skolgång i Malmö och Stockholm studerade Gans vid Konstakademien i Stockholm 1888-1890 och i Frankrike 18891-1895. Han var periodvis anställd som biträdande teckningslärare vid Tekniska skolan i Malmö. Hans konst består av figurer, porträtt, interiörer och landskap huvudsakligen i olja. Gans är representerad vid Malmö museum med bland annat oljemålningen Landskap från Concarneau och med en brevväxling mellan honom och hans far.